# Gösta Bjurner
Gösta Fredrik Bjurner, född 7 december 1912 i Karlskrona, död 30 januari 2008 i Strängnäs, var en svensk ingenjör och företagsledare.
Bjurner var son till viceamiral Gunnar Bjurner och Elsa Schram. Efter studentexamen i Stockholm 1931 studerade han på Kungliga Tekniska högskolan (KTH) där han tog examen 1937. Han fick samma år anställning hos AB J C Ljungman i Malmö, bedrev specialstudier vid Handelshögskolan i Stockholm (HHS) 1940–1941 och blev fabrikschef hos F E Lindström AB i Eskilstuna 1942. Han var verkställande direktör för Falu redskapsfabrik AB med flera företag (som han också var ägare av) 1946–1961. Han var sedan överingenjör och platschef vid AB Järnförädling i Västervik från 1961.
Han var från 1942 gift med sångerskan Margareta Lindroth (1920–2006), de fick barnen Mikaela 1944, Elisabet 1946, Cecilia 1950 och Katarina 1957. Makarna Bjurner är begravda på Värmdö kyrkogård.